# Lípido

Fosfolípidos organizados em lipossomas, micelas e bicapa lipídica.

Os lípidos (português europeu) ou lipídios (português brasileiro) ou lipídeos são moléculas com um amplo grupo de compostos químicos orgânicos naturais, que constituem uns dos principais componentes dos seres vivos, formados principalmente por carbono, hidrogénio e oxigénio, apesar de também poder conter fósforo, nitrogénio e enxofre, entre os quais se incluem gorduras, ceras, esteróis, vitaminas lipossolúveis (como as vitaminas A, D, E, e K), fosfolipídios, entre outros. Alguns lípidos são moléculas lineares ou curvadas e outros são compostos cíclicos. Podem definir-se, em linhas gerais, como moléculas relativamente pequenas hidrófobas ou anfipáticas. As hidrófobas podem dissolver-se em solventes apolares. As anfipáticas apresentam uma parte polar e outra não polar, e podem dissolver no meio aquoso estruturas como vesículas, lipossomas ou membranas.
Entre as principais funções biológicas dos lípidos está o armazenamento de energia, o facto de se tratar de moléculas estruturais nas membranas e de intervir na sinalização celular. Cada grama de lípidos armazena 9 quilocalorias de energia, enquanto cada grama de glicídio (carboidrato) ou proteína armazena somente 4 quilocalorias. Os lípidos biológicos têm origem inteiramente ou em parte a partir de dois tipos de subunidades bioquímicas, nomeadamente os grupos cetoacil e isopreno. Tendo em conta tal enfoque, os lípidos podem dividir-se em vários tipos: ácidos gordos, glicerolípidos, fosfoglicéridos (ou glicerofosfolípidos), esfingolípidos, sacarolípidos e policetídeos, derivados da condensação de subunidades de cetoácidos e lípidos esteróis (esteróis e esteroides) e lípidos prenólicos (isoprenoides), derivados da condensação de subunidades de isopreno.
Apesar de o termo lípidos se utilizar por vezes como sinónimo de gordura, na realidade possui um significado mais amplo, uma vez que as gorduras constituiriam apenas os triacilglicerídios. Muitos lipídios contêm ácidos gordos como componente principal (triglicerídios, fosfolípidos). Os ácidos gordos apresentam uma reação característica denominada saponificação quando quimicamente reagidos com álcalis que dá origem a sabões. Os lipídios com ácidos gordos que apresentam esta reação de saponificação são denominados de saponificáveis.
Os humanos e outros mamíferos possuem diversas vias metabólicas para sintetizar a maioria dos seus lípidos ou para degradá-los, porém alguns lípidos chamados ácidos gordos essenciais não podem ser sintetizados a partir de precursores simples no organismo, pelo que devem ser obtidos a partir da dieta. Os lípidos são aplicados em cosmética e na indústria alimentar e nanotecnologia.

## Histórico
Dentre os principais marcos históricos de descobertas relacionadas a lipídios, destaca-se o estabelecimento do modelo de membrana celular. Em 1924, Frick determinou a espessura da membrana celular através de experimentos de medida da capacitância de soluções de eritrócitos. Gorter e Grandel realizaram experimentos de extração lipídica a partir das membranas celulares e foram capazes de observar a formação de monocamadas.  O modelo de mosaico fluido atualmente conhecido foi proposto por Singer e Nicolson em 1972.
Além disso, outro marco histórico relacionado a história dos lipídeos em geral, consiste na realização de um Congresso Internacional de Bioquímica em 1922, onde  estabeleceu-se que os ésteres que por hidrólise fornecem ácidos carboxílicos  superiores (ácidos graxos) seriam enquadrados num grupo geral, os lipídios ou lípides (do grego lipo, gordura).

## Propriedades
Os lipídios são geralmente incolores, untuosos ao tato, pouco consistentes, apresentam densidade menor que a água, na qual são insolúveis porém emulsionáveis. São pouco solúveis em etanol a frio, mas solúveis a quente. São solúveis em sulfeto de carbono, clorofórmio, éter etílico, acetona, benzeno, gasolina e outros solventes orgânicos. Deixam no papel manchas gordurosas e translúcidas que não desaparecem com o calor. Não são destiláveis por aquecimento nem a baixa pressão e decompõem-se pelo aquecimento.

### Alteração pelo aquecimento
Como as gorduras são usadas em processo de fritura e seguidamente realizado em recipientes abertos, em temperatura elevada (180 – 200 °C), há o contato direto com o ar. Estas condições propiciam modificações físico-químicas nos óleos (como a termo-oxidação e a rancificação), algumas das quais são perceptíveis pelo próprio escurecimento das gorduras, o aumento da viscosidade, a formação de espuma e produção de fumaça. Essas transformações afetam o sabor que a fritura conferem aos produtos fritos, dificultando a aceitabilidade dos produtos, mas também produzem efeitos tóxicos como irritação gastrointestinal, a inibição de enzimas, a destruição de vitaminas e carcinogênese, quando da ingestão contínua e
prolongada de produtos alterados quimicamente e rancificados.

## Alimentação
A gordura é um tipo de lipídio. Alguns alimentos ricos neste composto são: manteiga, margarina, frituras, doces, biscoitos recheados, carnes gordas, queijo amarelo, leite integral, requeijão, embutidos.
Após uma refeição rica em lipídios, o sangue fica com um aspecto leitoso. É importante levar em consideração que os alimentos crocantes são os que mais contêm gordura trans, e evitar o consumo de carne com gordura visível é um cuidado simples e muito benéfico. O excesso de alimentos adiposos pode resultar em doenças cardiovasculares. Porém, a ausência destes no nosso corpo pode resultar em raquitismo. Por isso, é necessário que haja um equilíbrio.

## Funções